# Onesia clarki
Onesia clarki är en tvåvingeart som först beskrevs av Malloch 1927.  Onesia clarki ingår i släktet Onesia och familjen spyflugor. Inga underarter finns listade i Catalogue of Life.